# Neuf vies
Neuf vies ou Neuf existences (titre original : Nine Lives) est une nouvelle de science-fiction d’Ursula K. Le Guin publiée en 1969. C'est l'une des nouvelles les plus connues et les plus publiées de l'auteur.

## Publications
Entre 1969 et 2014, la nouvelle a été éditée à environ 70 reprises dans des recueils de nouvelles ou des anthologies de science-fiction.

### Publications aux États-Unis
La nouvelle est parue en novembre 1969 sous le titre Nine Lives dans le magazine Playboy.
Elle a ensuite été régulièrement rééditée dans de nombreux recueils et diverses anthologies.

### Publications en France
La nouvelle a été publiée en France :
- sous le titre Neuf existences dans Univers 04, éditions J'ai lu, 1976 ;
- dans l'anthologie Histoires parapsychiques, La Grande Anthologie de la science-fiction, no 3775, 1983 (rééditions en 1984 et 1986) ;
- dans le recueil Étoiles des profondeurs, éditions Presses Pocket, 1991, collection Le Grand Temple de la S-F no 5012.
- dans le recueil Aux douze vents du monde, éditions Le Bélial', 2018

### Publications en Allemagne, en Italie et aux pays-Bas
La nouvelle a été publiée :
- aux Pays-Bas sous le titre Negen Levens (1975) ;
- en Allemagne sous le titre Neun Leben (1980, 1981) ;
- en Italie sous le titre Nove Vite (1999, 2004) ;

## Résumé
Owen Pugh et Alvaro Martin sont deux astronautes envoyés en mission sur une lointaine exoplanète. Un jour, pour les aider dans leur tâche d'exploitation des gisements de minéraux de la planète, ils reçoivent une aide inattendue : celle d'un décaclone, c'est-à-dire dix personnes clonées sur un même modèle original  L'homme qui a été cloné s'appelle John Chow et est mort de nombreuses années auparavant. Mais dans la mesure où c'était un homme exceptionnel sur le plan intellectuel, il a été cloné lorsqu'il est mort à l'âge de 24 ans. 
Les dix clones arrivent donc sur la planète : cinq hommes (Aleph, Kaph, Yod, Gimel, Samekh) et cinq femmes (Sadhe, Daleth, Zayin, Beth et Resh). Pugh et Martin ne tardent pas à constater que ces clones, outre leur empathie réciproque entre eux, ont des relations sexuelles entre les deux sexes. De plus, ces clones, qui s'entendent si bien, n'ont pas l'air d'« avoir besoin » de relations sociales avec autrui ni de chercher à se lier avec Pugh et Martin. Ils ont même tendance à mépriser, à snober ces « singletons ». 
Quelques jours après leur arrivée, huit des dix clones vont travailler dans une mine. Hélas, un brutal séisme survient : la mine est détruite, et les clones sont tués. Un neuvième clone est de plus sérieusement blessé, et meurt le lendemain. Reste John Kaph Chow, unique partie du décaclone. Loin de la présence de ses frères-sœurs jumeaux, il se sent mourir. Et il a une première crise d'épilepsie-démence, puis une deuxième, puis une troisième, etc., etc. Horrifiés, Pugh et Martin comprennent que Kaph vit les neuf morts de ses frères-sœurs (d'où le titre de la nouvelle). Va-t-il survivre, ou mourir à son tour ? Finalement, grâce à l'aide et à la présence de Marin et Pugh, Kaph surmonte ses crises, même s'il est très abattu sur le plan psychologique. 
La station spatiale située à quelques années-lumière de là leur annonce qu'un nouveau dodécaclone va leur être envoyé afin de pourvoir à la mort des neuf entités du précédent décaclone. Kaph est abattu : comment les autres clones vont-ils le considérer, lui qui est devenu un « singleton » ? Un jour, Martin va travailler dans une mine, lorsque surgit un nouveau séisme. Pugh se précipite à son secours. Kaph ne comprend pas : pourquoi Pugh irait-il sauver Martin, mettant sa propre vie en danger ? Pugh lui explique ce que peut être l'amitié profonde entre deux hommes non clonés. 
Kaph réfléchit, et comprend que sa vie n'est peut-être pas terminée : et si lui aussi trouvait à se lier d'amitié avec d'autres hommes ?